# Bryum weigelii
Bryum weigelii là một loài Rêu trong họ Bryaceae. Loài này được Spreng. mô tả khoa học đầu tiên năm 1807.